# Новики (Могилівська область)
Новики (біл. вёска Новікі) — село в складі Кричавського району Могилівської області, Білорусь. Село підпорядковане Костюшковицькій сільській раді, розташоване в східній частині області та країни.

## Цікаві факти
Кількість мешканців у селі зменшується:
- 1999 рік — 26 осіб
- 2010 рік — 8 осіб

Село знаходиться на східних рубежах Білорусі з Росією, тому неподалік нього знаходиться границя цих країн.